# Lazarenkoa selaginellae
Lazarenkoa selaginellae är en svampart som beskrevs av Zerova 1938. Lazarenkoa selaginellae ingår i släktet Lazarenkoa, klassen Dothideomycetes, divisionen sporsäcksvampar och riket svampar.   Inga underarter finns listade i Catalogue of Life.